# Écrammeville
Écrammeville ist eine ehemalige französische Gemeinde mit 204 Einwohnern (Stand: 1. Januar 2020) im Département Calvados in der Region Normandie. Sie gehörte zum Arrondissement Bayeux. Die Bewohner werden Ecrammevillois und Ecrammevilloises genannt.
Der Erlass vom 8. September 2016 legte mit Wirkung zum 1. Januar 2017 die Eingliederung von Écrammeville als Commune déléguée zusammen mit den früheren Gemeinden  Formigny, Aignerville und Louvières zur neuen Commune nouvelle Formigny La Bataille fest.

## Geografie
Écrammeville liegt im Nordwesten des Départements rund 18 Kilometer nordwestlich von Bayeux und rund 44 Kilometer nordwestlich von Caen. Der Ort liegt erhöht über dem Sumpfgebiet der Aure. Das Ortsgebiet gehört zum Regionalen Naturpark Marais du Cotentin et du Bessin.
Umgeben wird Écrammeville von den Nachbargemeinden und der Commune déléguée von Formigny La Bataille:
| Longueville | Asnières-en-Bessin                          |                                |
|             | Kompassrose, die auf Nachbargemeinden zeigt | Aignerville (Commune déléguée) |
| Colombières | Bricqueville                                | Trévières                      |

## Bevölkerungsentwicklung
| Écrammeville: Einwohnerzahlen von 1793 bis 2020                                                                            | Écrammeville: Einwohnerzahlen von 1793 bis 2020 | Écrammeville: Einwohnerzahlen von 1793 bis 2020 | Écrammeville: Einwohnerzahlen von 1793 bis 2020 | Écrammeville: Einwohnerzahlen von 1793 bis 2020 |
| --- | ----------------------------------------------- | ----------------------------------------------- | ----------------------------------------------- | ----------------------------------------------- |
| Jahr |                                                 |                                                 |                                                 | Einwohner                                       |
| 1793 | 1793                                            |                                                 | 388                                             | 388                                             |
| 1800 | 1800                                            |                                                 | 251                                             | 251                                             |
| 1806 | 1806                                            |                                                 | 396                                             | 396                                             |
| 1821 | 1821                                            |                                                 | 440                                             | 440                                             |
| 1831 | 1831                                            |                                                 | 455                                             | 455                                             |
| 1836 | 1836                                            |                                                 | 458                                             | 458                                             |
| 1841 | 1841                                            |                                                 | 407                                             | 407                                             |
| 1846 | 1846                                            |                                                 | 424                                             | 424                                             |
| 1851 | 1851                                            |                                                 | 396                                             | 396                                             |
| 1856 | 1856                                            |                                                 | 441                                             | 441                                             |
| 1861 | 1861                                            |                                                 | 462                                             | 462                                             |
| 1866 | 1866                                            |                                                 | 477                                             | 477                                             |
| 1872 | 1872                                            |                                                 | 464                                             | 464                                             |
| 1876 | 1876                                            |                                                 | 476                                             | 476                                             |
| 1881 | 1881                                            |                                                 | 461                                             | 461                                             |
| 1886 | 1886                                            |                                                 | 438                                             | 438                                             |
| 1891 | 1891                                            |                                                 | 404                                             | 404                                             |
| 1896 | 1896                                            |                                                 | 390                                             | 390                                             |
| 1901 | 1901                                            |                                                 | 400                                             | 400                                             |
| 1906 | 1906                                            |                                                 | 365                                             | 365                                             |
| 1911 | 1911                                            |                                                 | 342                                             | 342                                             |
| 1921 | 1921                                            |                                                 | 262                                             | 262                                             |
| 1926 | 1926                                            |                                                 | 288                                             | 288                                             |
| 1931 | 1931                                            |                                                 | 257                                             | 257                                             |
| 1936 | 1936                                            |                                                 | 282                                             | 282                                             |
| 1946 | 1946                                            |                                                 | 273                                             | 273                                             |
| 1954 | 1954                                            |                                                 | 268                                             | 268                                             |
| 1962 | 1962                                            |                                                 | 220                                             | 220                                             |
| 1968 | 1968                                            |                                                 | 209                                             | 209                                             |
| 1975 | 1975                                            |                                                 | 160                                             | 160                                             |
| 1982 | 1982                                            |                                                 | 161                                             | 161                                             |
| 1990 | 1990                                            |                                                 | 160                                             | 160                                             |
| 1999 | 1999                                            |                                                 | 165                                             | 165                                             |
| 2006 | 2006                                            |                                                 | 193                                             | 193                                             |
| 2013 | 2013                                            |                                                 | 198                                             | 198                                             |
| 2020 | 2020                                            |                                                 | 204                                             | 204                                             |
| Quelle(n): EHESS/Cassini bis 1999, INSEE ab 2006 Anmerkung(en): Ab 1962 offizielle Zahlen ohne Einwohner mit Zweitwohnsitz |                                                 |                                                 |                                                 |                                                 |

## Sehenswürdigkeiten
- Kirche Notre-Dame mit Ursprüngen aus dem 13. Jahrhundert

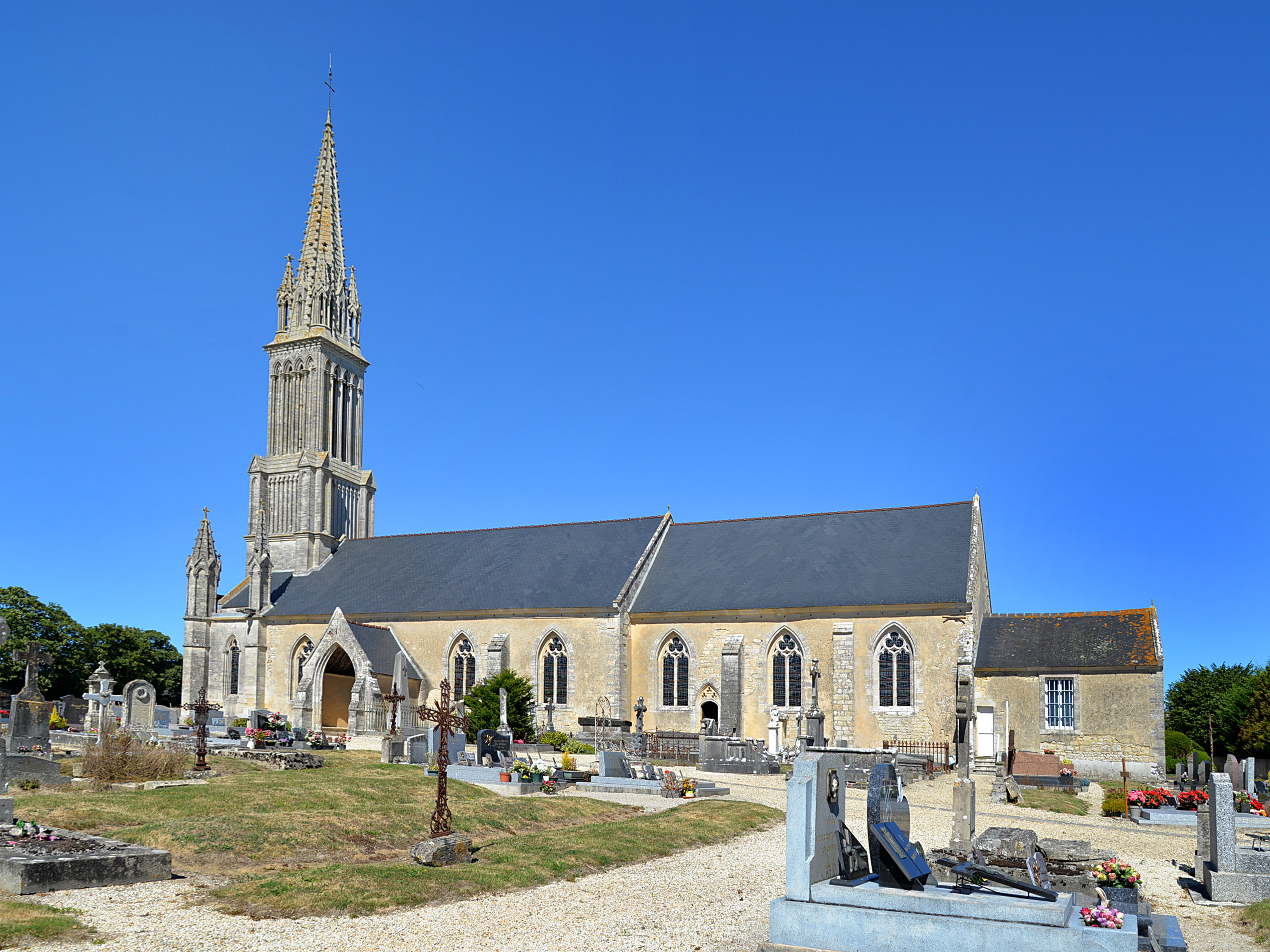
Kirche Notre-Dame
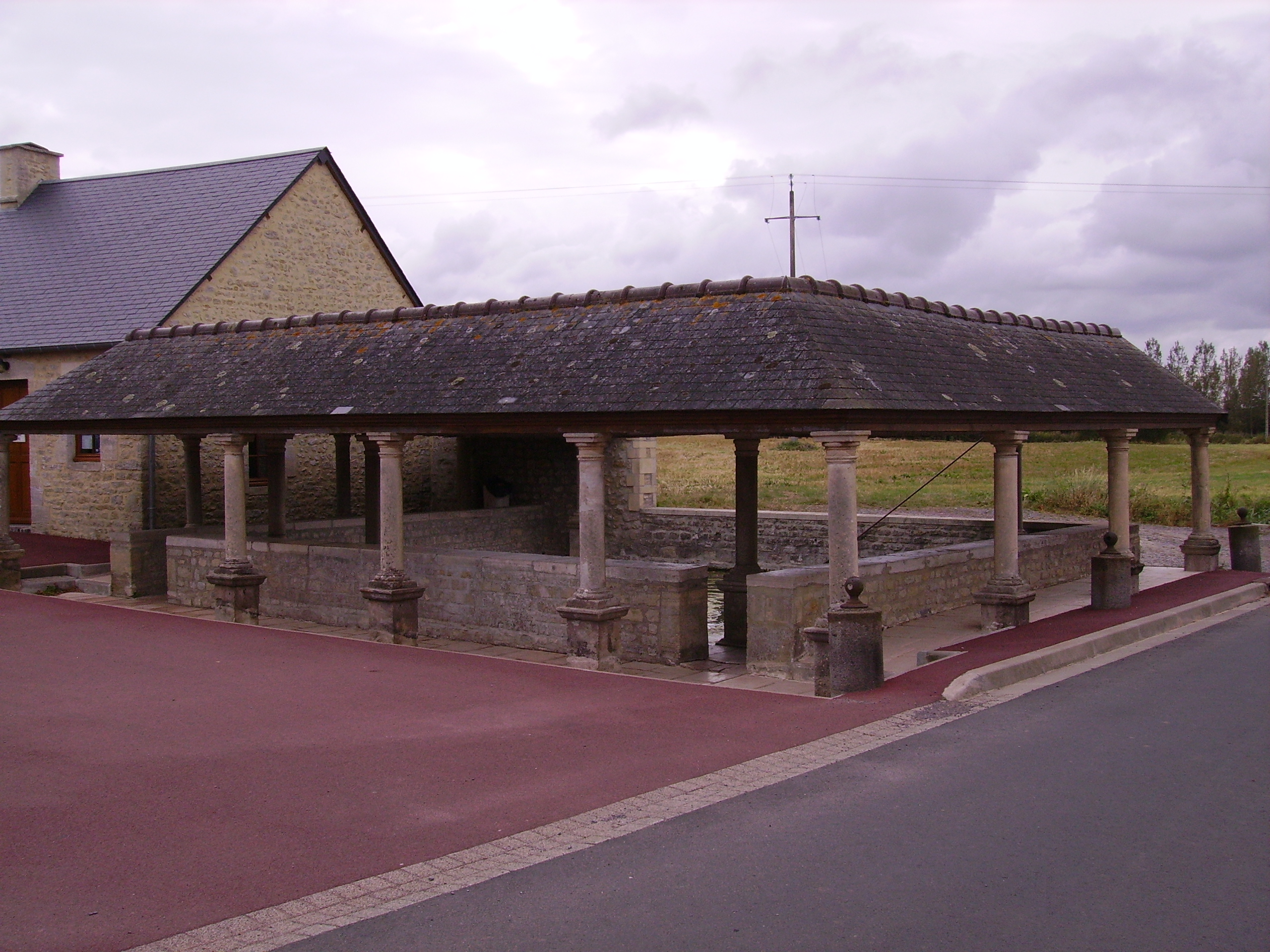
Lavoir